# 鸭儿湖
鸭儿湖是一个位于中国湖北省武汉市鄂城区和江夏区、咸宁市咸安区的湖泊，面积约为53.3平方千米，平均水深约为2—2.5米。